# Condado de Waldo
El condado de Waldo (en inglés, Waldo County) es un condado de Maine, Estados Unidos. Según el censo de 2020, tiene una población de 39.607 habitantes.
La sede del condado es Belfast.

## Geografía
Según la Oficina del Censo, el condado tiene un área total de 2209 km², de la cual 1891 km² es tierra y 318 km² es agua.

### Condados adyacentes
- Condado de Penobscot - noreste
- Condado de Hancock - este
- Condado de Lincoln - suroeste
- Condado de Knox - sur
- Condado de Kennebec - oeste
- Condado de Somerset - noroeste

## Demografía
En el 2000 la renta per cápita promedia del condado era de $33,986, y el ingreso promedio para una familia era de $40,402. En 2000 los hombres tenían un ingreso per cápita de $29,644 versus $23,816 para las mujeres. El ingreso per cápita para el condado era de $17,438. Alrededor del 13.90% de la población estaba bajo el umbral de pobreza nacional.

## Ciudades y pueblos
- Belfast
- Belmont
- Brooks
- Burnham
- Frankfort
- Freedom
- Islesboro
- Jackson
- Knox
- Liberty
- Lincolnville
- Monroe
- Montville
- Morrill
- Northport
- Palermo
- Prospect
- Searsmont
- Searsport
- Stockton Springs
- Swanville
- Thorndike
- Troy
- Unity
  - Unity
- Waldo
- Winterport